# Ayumu Watanabe
Ayumu Watanabe (渡辺 歩 Watanabe Ayumu?, 3 de septiembre de 1966) es un director de anime japonés. Después de unirse a Shin-Ei Animation, dirigió múltiples películas de anime de Doraemon. Como autónomo, también trabajó en numerosas adaptaciones de anime como Uchū Kyōdai, Koi wa Ameagari no You ni y Komi-san wa, Komyushō desu..

## Biografía
Ayumu Watanabe nació en Tokio el 3 de septiembre de 1966. Comenzó su carrera en 1986 cuando se unió a Studio Mates como animador clave. Dos años más tarde, Watanabe se fue a Shin-Ei Animation, donde trabajó en la adaptación al anime de la serie de manga Doraemon, así como también dirigió varias películas de anime de la franquicia. Como autónomo, también dirigió numerosas adaptaciones de anime como Uchū Kyōdai, Koi wa Ameagari no You ni, y Komi-san wa, Komyushō desu.. También trabajó con Studio 4 °C en las películas Children of the Sea y Fortune Favors Lady Nikuko.

## Trabajos

### Series de televisión
Destaca papeles con funciones de dirección de series.
| Año  | Título                                                 | Director(es)                  | Estudio                                  | Funciones                                                                         | Refs.  |
| ---- | ------------------------------------------------------ | ----------------------------- | ---------------------------------------- | --------------------------------------------------------------------------------- | ------ |
| 2012 | Uchū Kyōdai                                            | Ayumu Watanabe                | A-1 Pictures                             | Director Guionista gráfico (#1, 52-54; OP 1-4, ED 1-6) Director de unidad (#ED 1) | [ 3 ]  |
| 2012 | Nazo no Kanojo X                                       | Ayumu Watanabe                | Hoods Entertainment                      | Director                                                                          | [ 8 ]  |
| 2013 | Danchi Tomoo                                           | Ayumu Watanabe                | Shogakukan Music & Digital Entertainment | Director                                                                          | [ 9 ]  |
| 2014 | Kanojo ga Flag o Oraretara                             | Ayumu Watanabe                | Hoods Entertainment                      | Director Guionista gráfico (#1; OP, ED)                                           | [ 10 ] |
| 2015 | Kotori Samba                                           | Ayumu Watanabe                | Desconocido                              | Director                                                                          | [ 11 ] |
| 2016 | Gyakuten Saiban: Sono "Shinjitsu", Igi Ari!            | Ayumu Watanabe                | A-1 Pictures                             | Director Guionista gráfico (#1; OP)                                               | [ 12 ] |
| 2018 | Koi wa Ameagari no You ni                              | Ayumu Watanabe                | Wit Studio                               | Director Guionista gráfico (#1-2, 12; OP, ED) Director de unidad (#ED)            | [ 4 ]  |
| 2018 | Gurazeni                                               | Ayumu Watanabe                | Studio Deen                              | Director Guionista gráfico (#1; OP, ED)                                           | [ 13 ] |
| 2018 | Major 2nd                                              | Ayumu Watanabe                | OLM                                      | Director Guionista gráfico (#1)                                                   | [ 14 ] |
| 2018 | Gyakuten Saiban: Sono "Shinjitsu", Igi Ari! 2nd Season | Ayumu Watanabe                | CloverWorks                              | Director Guionista gráfico (#1, 13, 17, 23; OP 1-2)                               |        |
| 2020 | Major 2nd 2nd Season                                   | Ayumu Watanabe                | OLM                                      | Director Guionista gráfico (#1, 19, 25)                                           | [ 15 ] |
| 2021 | Komi-san wa, Komyushō desu.                            | Ayumu Watanabe Kazuki Kawagoe | OLM                                      | Director jefe                                                                     | [ 5 ]  |
| 2022 | Komi-san wa, Komyushō desu. Season 2                   | Ayumu Watanabe Kazuki Kawagoe | OLM                                      | Director jefe                                                                     | [ 16 ] |
| 2022 | Summer Time Rendering                                  | Ayumu Watanabe                | OLM                                      | Director Guionista gráfico (#1, 5, 25; ED 1)                                      | [ 17 ] |
| 2024 | Kimi wa Meido-sama                                     | Ayumu Watanabe                | Felix Film                               | Director Guionista gráfico (#1)                                                   | [ 18 ] |
| 2025 | Tongari Bōshi no Atelier                               | Ayumu Watanabe                | BUG FILMS                                | Director                                                                          | [ 19 ] |
| 2026 | Akane-banashi                                          | Ayumu Watanabe                | Zexcs                                    | Director                                                                          | [ 20 ] |

### Películas
Destaca papeles con funciones de dirección de series.
| Año  | Título                                                   | Director(es)               | Estudio           | Funciones                                     | Refs.  |
| ---- | -------------------------------------------------------- | -------------------------- | ----------------- | --------------------------------------------- | ------ |
| 1988 | Doraemon Movie 09: Nobita no Parallel Saiyūki            | Tsutomu Shibayama          | Shin-Ei Animation | Animación clave                               | [ 21 ] |
| 1989 | Doraemon Movie 10: Nobita no Nippon Tanjō                | Tsutomu Shibayama          | Shin-Ei Animation | Animación clave                               | [ 22 ] |
| 1990 | Doraemon Movie 11: Nobita to Animal Planet               | Tsutomu Shibayama          | Shin-Ei Animation | Director asistente de animación               | [ 23 ] |
| 1991 | Doraemon Movie 12: Nobita no Dorabian Nights             | Tsutomu Shibayama          | Shin-Ei Animation | Director de animación                         | [ 24 ] |
| 1992 | Doraemon Movie 13: Nobita to Kumo no Ōkoku               | Tsutomu Shibayama          | Shin-Ei Animation | Director de animación                         | [ 25 ] |
| 1998 | Doraemon Movie 19: Nobita no Nankai Daibōken             | Tsutomu Shibayama          | Shin-Ei Animation | Director asistente de animación               | [ 26 ] |
| 1998 | Doraemon: Doraemon Comes Back (Movie)                    | Ayumu Watanabe             | Shin-Ei Animation | Director Director de animación                | [ 1 ]  |
| 1999 | Doraemon: Nobita's the Night Before a Wedding            | Ayumu Watanabe             | Shin-Ei Animation | Director Director de animación                | [ 1 ]  |
| 2000 | Doraemon Movie 21: Nobita no Taiyō Ō Densetsu            | Tsutomu Shibayama          | Shin-Ei Animation | Director asistente de animación               | [ 27 ] |
| 2000 | Doraemon: Obaachan no Omoide                             | Ayumu Watanabe             | Shin-Ei Animation | Director Director de animación                | [ 1 ]  |
| 2001 | Doraemon Movie 22: Nobita to Tsubasa no Yūsha-tachi      | Tsutomu Shibayama          | Shin-Ei Animation | Director asistente de animación               | [ 28 ] |
| 2002 | Doraemon: The Day When I Was Born                        | Ayumu Watanabe             | Shin-Ei Animation | Director Director de animación                | [ 29 ] |
| 2003 | Doraemon Movie 24: Nobita to Fushigi Kaze Tsukai         | Tsutomu Shibayama          | Shin-Ei Animation | Director Director jefe de animación           | [ 1 ]  |
| 2003 | Pa-Pa-Pa the ★ Movie: Perman                             | Ayumu Watanabe             | Shin-Ei Animation | Director Gionista                             | [ 1 ]  |
| 2004 | Doraemon Movie 25: Nobita no Wan Nyan Jikūden            | Tsutomu Shibayama          | Shin-Ei Animation | Director jefe de animación Director asistente | [ 1 ]  |
| 2004 | Pa-Pa-Pa the ★ Movie: Perman - Tako de Pon! Ashi wa Pon! | Ayumu Watanabe             | Shin-Ei Animation | Director Gionista                             | [ 30 ] |
| 2006 | Doraemon Movie 26: Nobita no Kyōryū 2006                 | Ayumu Watanabe             | Shin-Ei Animation | Director Gionista Guionista gráfico           | [ 2 ]  |
| 2008 | Doraemon Movie 28: Nobita to Midori no Kyojin Den        | Kōzō Kusuba Ayumu Watanabe | Shin-Ei Animation | Director Guionista gráfico                    | [ 31 ] |
| 2009 | Doraemon Movie 29: Shin Nobita no Uchū Kaitakushi        | Kōzō Kusuba Shigeo Koshi   | Shin-Ei Animation | Diseño mecánico                               | [ 32 ] |
| 2014 | Ōkii Ichinensei to Chiisana Ninensei                     | Ayumu Watanabe             | A-1 Pictures      | Director                                      | [ 33 ] |
| 2014 | Uchū Kyōdai #0                                           | Ayumu Watanabe             | A-1 Pictures      | Director                                      | [ 34 ] |
| 2019 | Children of the Sea                                      | Ayumu Watanabe             | Studio 4°C        | Director                                      | [ 6 ]  |
| 2021 | Gyokō no Nikuko-chan                                     | Ayumu Watanabe             | Studio 4°C        | Director Ilustraciones del cierre             | [ 7 ]  |

### OVAs
Destaca papeles con funciones de dirección de series.
| Año  | Título                                  | Director(es)   | Estudio             | Funciones | Refs.  |
| ---- | --------------------------------------- | -------------- | ------------------- | --------- | ------ |
| 2012 | Nazo no Kanojo X: Nazo no Natsu Matsuri | Ayumu Watanabe | Hoods Entertainment | Director  | [ 11 ] |